# Bifilární vinutí

Princip bifilárního vinutí

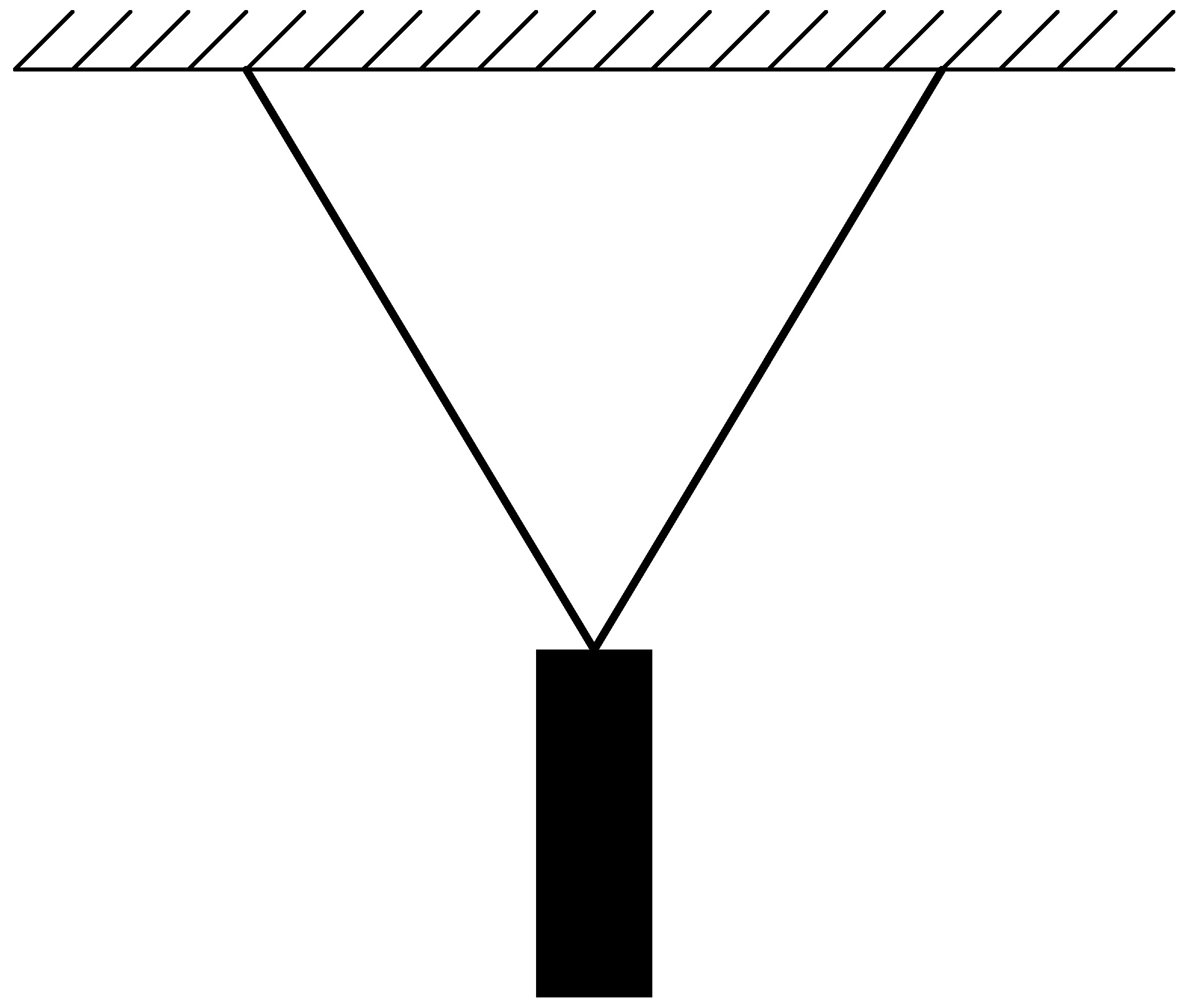
Závěs kyvadla

Bifilární vinutí je v elektrotechnice vinutí provedené zdvojeným vodičem (párem souběžně vinutých vodičů). Vodiče mohou být měděné lakované (smaltované), páskové nebo z odporové slitiny.
Pokud oba vodiče na jednom konci spojíme, protéká proud v sousedících vodičích opačným směrem. Vznikající magnetická pole působí proti sobě a jejich účinky se navzájem vyruší. Takové vinutí se využívá při výrobě drátových rezistorů s velmi malou parazitní indukčností.
V případě, že oba vodiče využijeme jako samostatná vinutí transformátoru, získáme transformátor se zvlášť malou rozptylovou indukčností. Bifilárně nebo i vícenásobně vinuté transformátory vynikají zvláště dobrými impulsně přenosovými vlastnostmi. Těchto vlastností se využívá například při řízení dvojic spínacích tranzistorů. Vodiče takového transformátoru vineme paralelně, případně jako vzájemně zkroucené. Nevýhodou je ovšem zvýšení kapacity takto těsně souvisejících vinutí.
V mechanice se jako bifilární závěs označuje zavěšení kyvadla (závaží) ve dvou bodech. Takové kyvadlo se může kývat pouze v jediné rovině.